# Sheet (Shropshire)
Sheet – osada w Anglii, w hrabstwie Shropshire. Leży 39 km na południe od miasta Shrewsbury i 200 km na północny zachód od Londynu. W latach 1870–1872 miejscowość liczyła 29 mieszkańców. Sheet jest wspomniana w Domesday Book (1086) jako Setham.